# ジャック・ルーマン
ジャック・ルーマン（フランス語: Jacques Roumain、1907年6月4日 - 1944年8月18日）は、ハイチの作家、政治活動家。
ハイチ文学を代表する文人で、マルクス主義を支持した。英語圏での知名度は低いがヨーロッパに多くのファンを持ち、カリブ海・ラテンアメリカ諸国でも高名である。Gouverneurs de la Rosée などの著作の翻訳は、アフリカ系アメリカ人の作家ラングストン・ヒューズによる。

## 生涯
ポルトープランスの裕福な家庭に生まれる。祖父のタンクレード・オーギュストは1912年から翌年まで大統領を務めた。市内のカトリック系学校で教育を受けた後、ベルギー、スイス、フランス、ドイツ、スペインに遊学。20歳でハイチに帰国し、フィリップ・トビー＝マルセラン、カール・ブルアール、アントニオ・ヴューと La Revue Indigene: Les Arts et La Vie を発表。
アメリカ合衆国のハイチ占領に抗する闘争で活躍し、1934年にハイチ共産党を結成。レジスタンス運動や共産党への関与などの政治活動で何度も逮捕され、最終的にシテニオ・ヴァンサン大統領によって国外追放された。
亡命中はラングストン・ヒューズを含む著名なパン・アフリカ主義の作家・詩人と活動を共にし、親交を深めた。ニューヨークのコロンビア大学で民族研究にも従事。ハイチの政権交代を機に祖国へ戻り、民族研究所を設立。1943年にエリー・レスコット大統領からメキシコの代理大使に任命され、赴任先で代表作の詩集 Bois D'ébène （『黒檀』）と小説 Gouverneurs de la Rosée （『朝露の統治者たち』）を著した。
ルーマンの作品には、数世紀にもわたって虐げられてきた人民のフラストレーションと憤怒が表されている。彼は窮乏に対する貧民の連帯を呼びかけた。
1944年8月18日、37歳で死去。死因は分かっていない。彼の著作は今なお、ハイチ文化と世界のパン・アフリカ運動に影響を及ぼし続けている。

## 語録
| 「                        | 我々とはなにか？その問いに私が答えよう。我々とはこの祖国で、我々のいない祖国は祖国たりえない。だれが種をまく？だれが水をやる？だれが収穫する？コーヒー、綿花、コメ、サトウキビ、カコ、トウモロコシ、バナナ、野菜、それにすべての果物、我々以外のだれが育てるというのだ？我々はみな貧しい、それはその通りだ。我々はついていない、それもその通りだ。我々はみじめ、その通りだ。だがそれがなぜだか分かるか、兄弟よ？我々の無知のせいだ。我々は自身が軍、それもただひとつの─すべての小作、平地と丘のすべての黒人が団結する軍たることを知らぬ。いつの日か、我々が賢明の域に達したとき、我々は国土の端から反乱を起こすだろう。そして朝露の統治者たちからなる大会を招集し、偉大なる農民の連帯を築き、貧困を一掃し、新しき命の糧をまく。 | 」 |
| —『朝露の統治者たち』106p | |    |

## 著作
ワシントンD.C.のアメリカ議会図書館の蔵書から
- "Oeuvres Complètes", Léon-François Hoffman, Ed.  ALLCA XX (Coll. Archivos), Paris, 2003.
- A propos de la campagne "anti-superstitieuse"." Port-au-Prince, Impr. de l’État [1944?]
- Analyse schématique 1932-1934. [Haiti]: Editions idées nouvelles, idées prolétariennes, 1999.
- Bois-d’ébène. Port-au-Prince, Haiti: Imp. H. Deschamps [c1945]
- Ebony wood. Bois-d’ébène. Poems. The French text with a translation by Sidney Shapiro. New York: Interworld Press [1972] ISBN 0-912956-00-3
- Les fantoches. [Port-au-Prince?] 1931.
- Gouverneurs de la rosée, roman. [Port-au-Prince: Imprimerie de l’état, 1944]
- Sar ha-telalim. Translated into Hebrew. [Merhavya, 1948]
- Governadores del rocío. Translated into Spanish. Habana: Impr. Nacional de Cuba [1961]
- Zotër të vesës (roman). Translated into Armenian. [Tiranë]: Shtépia Botonjése Naim Frashéri [1968]
- Gouverneurs de la rosée : roman. Fort-de-France [Martinique]: Désormeaux, [1979], c1977 (1983 printing)
- Gouverneurs de la rosée : roman. Unité de Réghaïa, Algérie: ENAG, c1989.
- Gouverneurs de la rosée. Coconut Creek, Fla.: Educa Vision Inc., [1999]. ISBN 1-58432-054-0
- Masters of the dew. Gouverneurs de la rosée, translated by Langston Hughes and Mercer Cook. New York: Reynal & Hitchcock, c1947.
- Masters of the dew. Gouverneurs de la rosée, translated by Langston Hughes and Mercer Cook. Oxford; Portsmouth, NH: Heinemann, [1997?], c1978. ISBN 0-435-98745-3
- La montagne ensorcelée. [Port-au-Prince: S.N.E.P.] 1931.
- La montagne ensorcelée. Paris: Messidor, c1987. ISBN 2-209-05922-4
- La montagne ensorcelée. Paris: Éditeurs français réunis [1972]
- La montagne ensorcelée: roman 4th ed. Montréal, QC: Mémoire d’encrier, 2005. ISBN 2-923153-33-2
- Poèmes Port-au-Prince, Haïti: Editions des Antilles, [1993]
- Poemas de una isla y de dos pueblos. With Pedro Mir, Jacques Viau. La Habana, Cuba: Casa de las Américas, 1974.
- Poésies; Griefs de l’homme noir; La proie et l’ombre; La montagne ensorcelée (récit paysan) Port-au-Prince, Haïti: Editions fardin, 1998.
- La proie et l’ombre. Portau-Prince, Haïti: Éditions "La Presse" [1930]